# Kanton Buchy
Kanton Buchy is een voormalig kanton van het Franse departement Seine-Maritime. Het kanton maakte deel uit van het arrondissement Rouen. Het werd opgeheven bij decreet van 27 februari 2014 met uitwerking in maart 2015.

## Gemeenten
Het kanton Buchy omvatte de volgende gemeenten:
- Bierville
- Blainville-Crevon
- Bois-Guilbert
- Bois-Héroult
- Boissay
- Bosc-Bordel
- Bosc-Édeline
- Bosc-Roger-sur-Buchy
- Buchy (hoofdplaats)
- Catenay
- Ernemont-sur-Buchy
- Estouteville-Écalles
- Héronchelles
- Longuerue
- Morgny-la-Pommeraye
- Pierreval
- Rebets
- Saint-Aignan-sur-Ry
- Sainte-Croix-sur-Buchy
- Saint-Germain-des-Essourts
- Vieux-Manoir